# Anciões do Universo
Anciões do Universo é um grupo de personagens fictícios que aparecem nas revistas de histórias em quadrinhos da Marvel Comics. O Colecionador foi o primeiro Ancião a aparecer, na revista norte-americana Avengers número 28 (maio de 1966), como inimigo dos Vingadores mas a ideia de que era membro de grupo só foi estabelecida em Avengers número 174 (agosto de 1978). O grupo foi criado por Roy Thomas e Sal Buscema.

## História das publicações
Os Anciões do Universo são os últimos sobreviventes de uma espécie espacial quase extinta, conhecidos pelas personalidades obsessivas: são colecionadores, lutadores, jogadores, e se dedicam a essas compulsões fanaticamente. Apesar dos personagens não serem verdadeiramente entidades cósmicas, todos alcançaram um nível de conhecimentos e poderes cósmicos. O primeiro encontro dos Anciões com os super-heróis da Terra foi quando o Colecionador veio à Terra pesquisar e expandir sua coleção de espécies vivas. Mais tarde, o Grão Mestre criou a equipe de supervilões Esquadrão Sinistro como peças de uma competição contra Kang, o Conquistador, que convencera a lutar como seus campeões a equipe dos Vingadores .
Apesar de contrariados, os Anciões passaram a se interessar pela Terra. O Colecionador teve dois encontros diferentes com os Vingadores, sendo que da segunda vez foi assassinado por Korvac . O Grão Mestre enganou a Senhora Morte para uma competição - novamente envolvendo os heróis da Terra - que ele deliberadamente perdeu para ressuscitar o Colecionador . O Grão Mestre usurpou o controle  do Reino dos Mortos e após a batalha entre os Vingadores e os campeões do Grão Mestre - a Legião dos Mortos Vivos - é enganado pelos Vingadores. Furiosa, a Senhora Morte evita que os Anciões voltem a entrar em seu reino, o que os transformou em imortais - o verdadeiro objetivo do Grão Mestre 
O Ancião conhecido como Campeão do Universo teve breves encontros com muitos heróis poderosos da Terra. Após derrotar Colossus, Sasquatch, Magnum, Hulk e Thor em combates manuais, por nocautes ou violações de regras, ele enfrenta o Coisa do Quarteto Fantástico. Eventualmente reconhecendo que Grimm não se submeteria sob quaisquer circunstâncias, o Campeão aceita a derrota e oferece ao herói os seus respeitos .
Um grupo de onze Anciões mais tarde juntou forças a Ego, o Planeta Vivo (que também é considerado um Ancião) num esforço para assassinar a entidade cósmica Galactus, o que desequilibraria as forças da Eternidade e Morte e traria o fim do Universo. Os Anciões passaram a acreditar, desde que se tornaram imortais, que conseguiriam sobreviver e serem supremos no novo universo que surgiria. O plano, contudo, foi arruinado pelos arautos de Galactus, Surfista Prateado e Nova. Galactus captura e devora cinco Anciões (Campeão, Colecionador, Jardineiro, Grão Mestre e Corredor) e três outros (Astrônomo, Possessor e Comerciante) são sugados por um Buraco Negro e vão para num universo místico. Dois Anciões são poupados da ira do ser cósmico (O Contemplador e o Obliterador). Ambos voltam a se encontrar e, se achando os últimos Anciões sobreviventes, planejam se vingar do universo.
Apesar dessa derrota, os oito Anciões voltariam e continuariam com seu plano contra Galactus. Enquanto os cinco causaram em Galactus uma "indigestão cósmica", os três conspiraram com a entidade cósmica Intermediário (In-Betweener) para voltar a realidade e matar Galactus. Manipulando Surfista Prateado, Senhor Fantástico e Mulher Invisível (que Galactus enviara em busca das Joias do Infinito), o Intermediário é restaurado e trás os três Anciões à realidade que pertencem. Uma vez mais o trio junto de Intermediário tentam assassinar Galactus mas não conseguem. Intermediário revela que quer lançar Galactus no Buraco Negro, mas o trio de Anciões, que queria resgatar seus irmãos devorados pelo inimigo, o ameaçam com cinco Joias do Infinito. O Intermediário reage e faz a Morte se manifestar, forçando-a a desfazer o seu voto contra os Anciões. Como resultado, o Astrônomo, o Comerciante e o Possessor são aparentemente desintegrados. A nave de Galactus é então arremessada para o Buraco Negro e os criadores místicos do Intermediário, Mestre Ordem e Lorde Caos, forçam os cinco Anciões que estavam dentro de Galactus a saírem do corpo da entidade. Durante a subsequente batalha entre Galactus e o Intermediário, o quinteto é eventualmente persuadido a ajudar Galactus a derrotar seu inimigo . Mais tarde, os cinco Anciões usam suas Joias do Infinito e instantaneamente viajam para longe de Galactus e de sua vingança .
Outro Ancião, o Contemplador, se alia com o pirata espacial Capitão Reptyl contra o Surfista Prateado, mas é traído e aparentemente assassinado . Depois, é revelado que sobreviveu - com uma cabeça sem corpo - e tenta dominar o Império Kree, mas aparentemente é destruído pelo alienígena pacifista Cotati 
Os cinco Anciões que foram anteriormente consumidos por Galactus (Campeão, Colecionador, Jardineiro, Grão Mestre e Corredor) são perseguidos pelo titã Thanos por possuírem as Joias do Infinito. O vilão humilha os Anciões a cada encontro (Jardineiro é assassinado) e captura as joias . O Corredor é visto com o herói Quasar na ocasião em que Eon revela que existem "milhares ou mais" de Anciões . Quasar mais tarde enfrenta o Obliterador, o Possessor e os até então desconhecidos Explorador, Magistrado e Cuidadora (Caregiver). É também revelado que o Contemplador que matara Reptyl, era na verdade um Skrull e não o verdadeiro Ancião .
O Grão Mestre reaparece e cria uma nova versão do Esquadrão Sinistro. Usando de um fenômeno conhecido como Fonte do Poder - uma fonte interdimensional de habilidades super-humanas - o Grão Mestre aumenta os poderes do Esquadrão Sinistro e eles lutam contra os Novos Thunderbolts. O Grão Mestre é derrotado pelo Barão Zemo e o Esquadrão Sinistro debanda e foge . Campeão tem um encontro com Mulher Hulk e ajuda Titânia (Mary MacPherran) contra ela, dando-lhe uma Joia do Infinito que ainda está com a vilã .

## Poderes e habilidades
Cada ancião possui uma fração do chamado poder primordial, remanescente das energias do Big Bang que ainda permeia o Universo . Esse poder pode ser usado para muitos efeitos, inclusive atributos físicos (força, resistência, velocidade), reestruturação molecular, criação de campos de força, teleporte e numerosas outras habilidades.

## Membros
- Comerciante  - Cort Zo Tinnus
- Grão Mestre - En Dwi Gast
- Corredor - Gilpetperdon
- Possessor - Kamo Tharnn
- Obliterador - Maht Pacle
- Jardineiro - Ord Zyonz
- Cuidadora - Rubanna Lagenris Quormo
- Astrônomo - Seginn Gallio
- Colecionador - Taneleer Tivan
- Contemplador - Tath Ki
- Campeão - Tryco Slatterus
- Explorador - Zamanathan Rambunazeth
- Arquiteto
- Magistrado
- Ego, o Planeta vivo

## Adaptações

### Televisão
- Os Anciões do Universo foram mencionados em The Super Hero Squad Show episódio "When Strikes the Surfer". O Surfista Negro menciona que falara com os Anciões do Universo.

### Filme
- Um dos Anciões, O Colecionador, aparece em Thor: The Dark World cena durante os créditos, e em  Guardians of the Galaxy [18].[19]
- Ego, o planeta vivo, apareceu em Guardiões da Galaxia Vol. 2, interpretado por Kurt Russell
- O Grão Mestre apareceu em Thor: Ragnarok interpretado por Jeff Goldblum